# Ptilometra australis
Ptilometra australis is een haarster uit de familie Ptilometridae.
De wetenschappelijke naam van de soort werd in 1843 gepubliceerd door Wilton.